# Green-Lane-Moschee

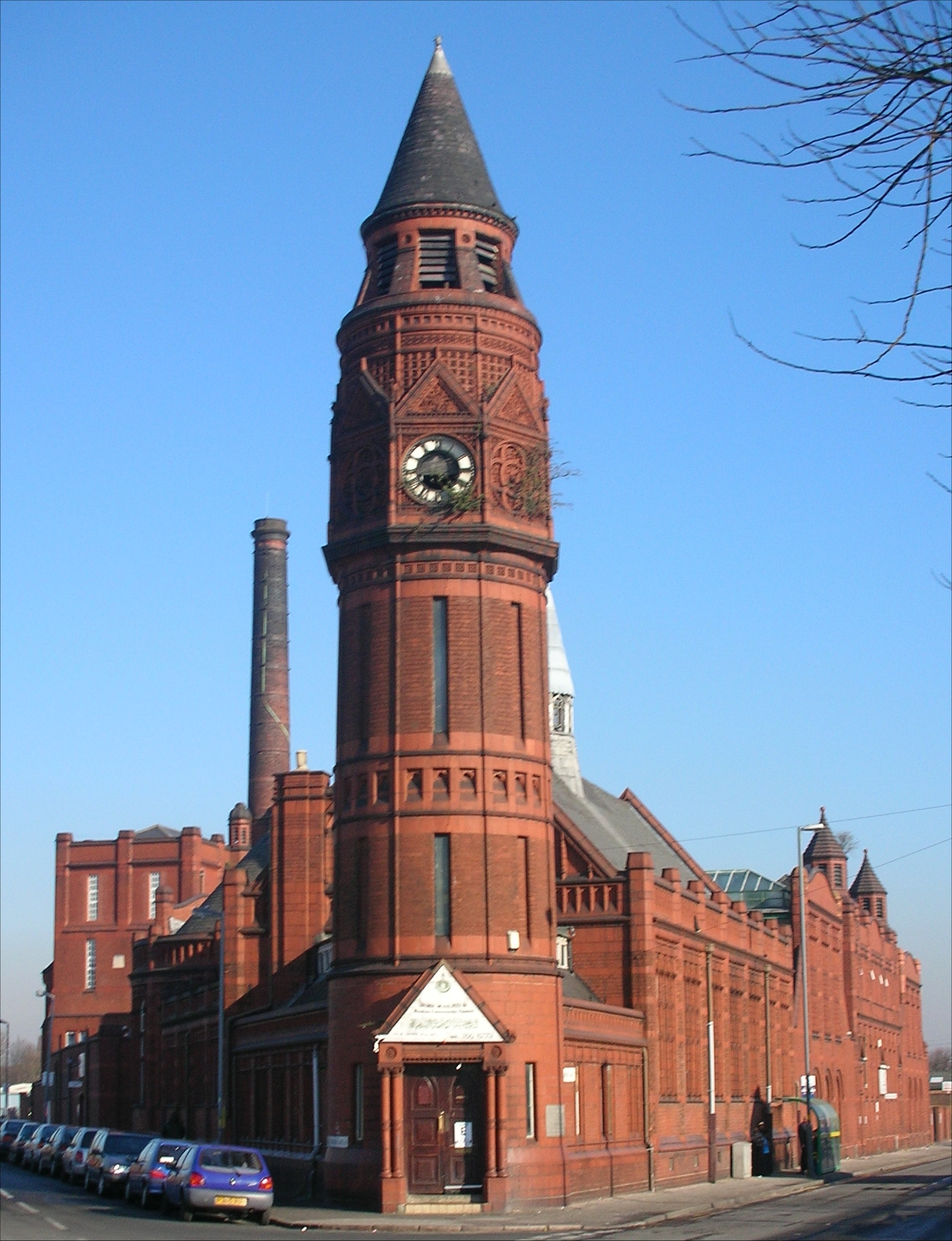
Die Green Lane Masjid, früher Öffentliche Bibliothek und Bäder in der Green Lane.

Die Green-Lane-Moschee (Green Lane Masjid) wurde in den 1970er Jahren als Moschee etabliert und ist eine von Birminghams größten Moscheen und das nationale Hauptquartier der Markazi Jamiat Ahl-i Hadith im UK.
Die Moschee befindet sich auf einem herausragenden Eckgrundstück in der Green Lane im Stadtteil Small Heath, in einem Gebäude, das ursprünglich als Öffentliche Bibliothek und Bäder von den Architekten Martin & Chamberlain aus Rotem Backstein und Terrakotta in Gotisch-Jakobinischem Stil zwischen 1893 und 1902 erbaut wurde. Vom Denkmalschutz als „Gebäude von besonderer Architektur oder historischem Interesse“ (Grade II) eingestuft. Der Gebäudekomplex umfasst Gebetsräume für Männer und Frauen, einen Gemeinschaftssaal, eine Madrasa, eine Bibliothek, einen Laden und bietet Bestattungsdienstleistung für die Lokalgemeinde an.

## Galerie

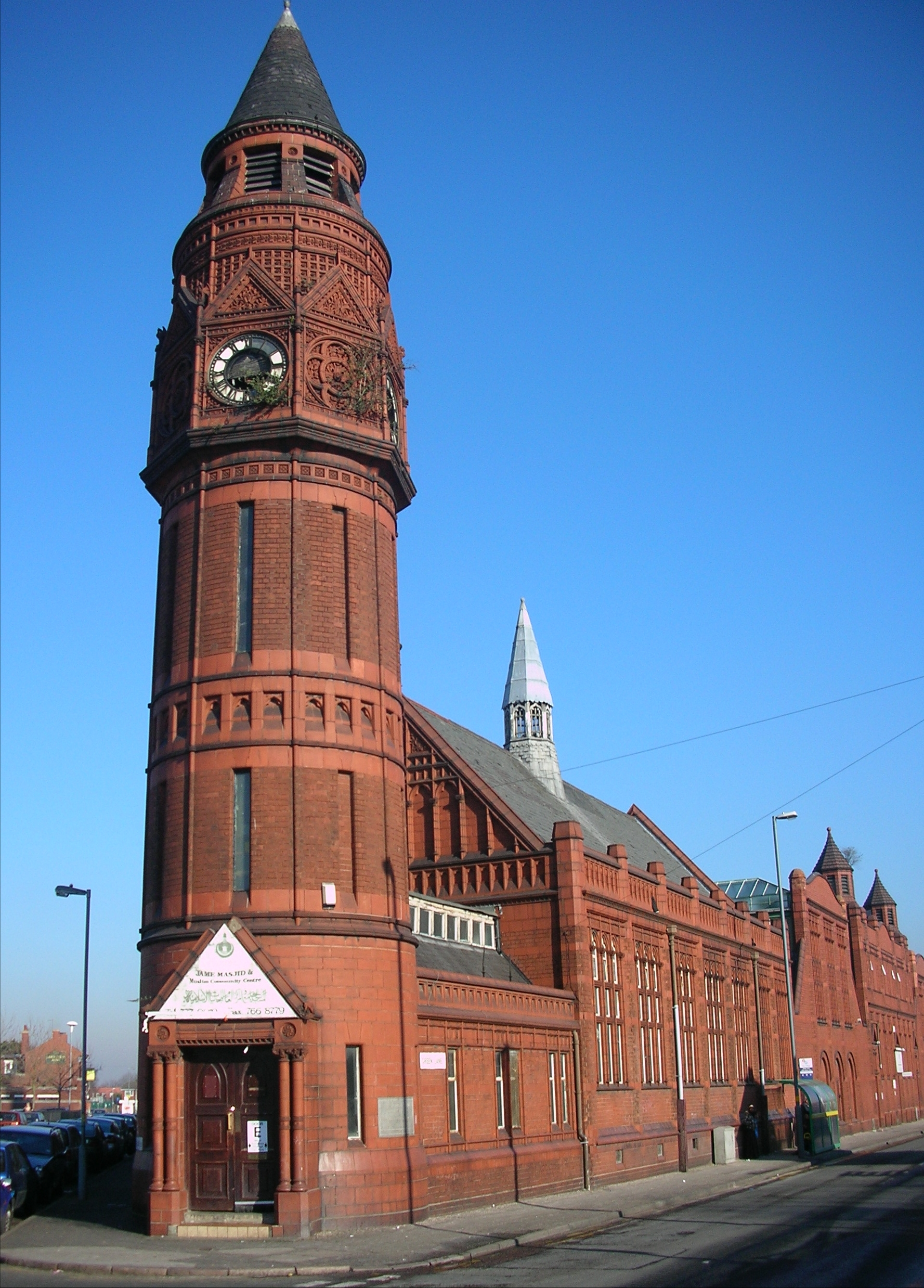
Der ursprüngliche Eingang der Bibliothek.
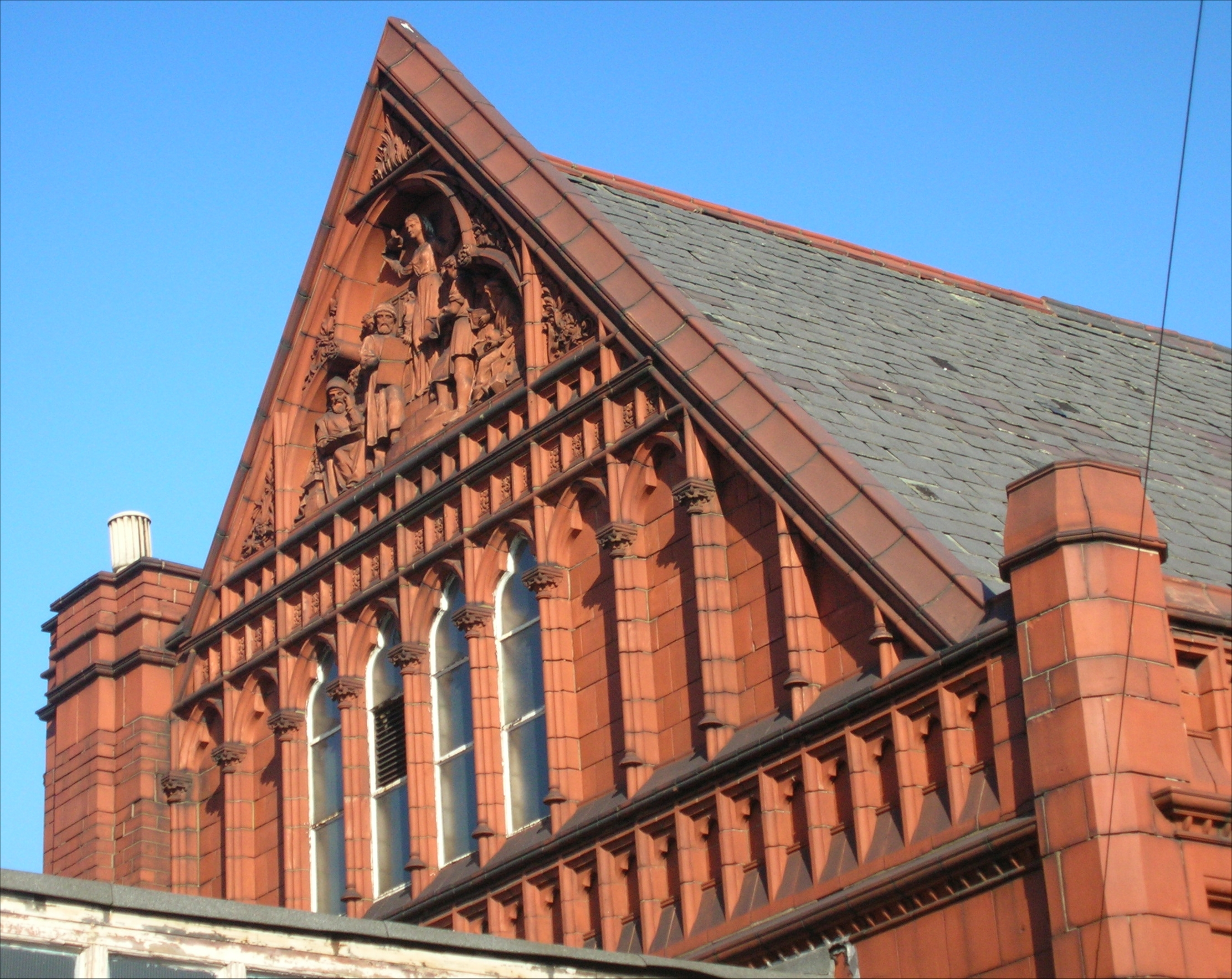
Detail am Giebel.
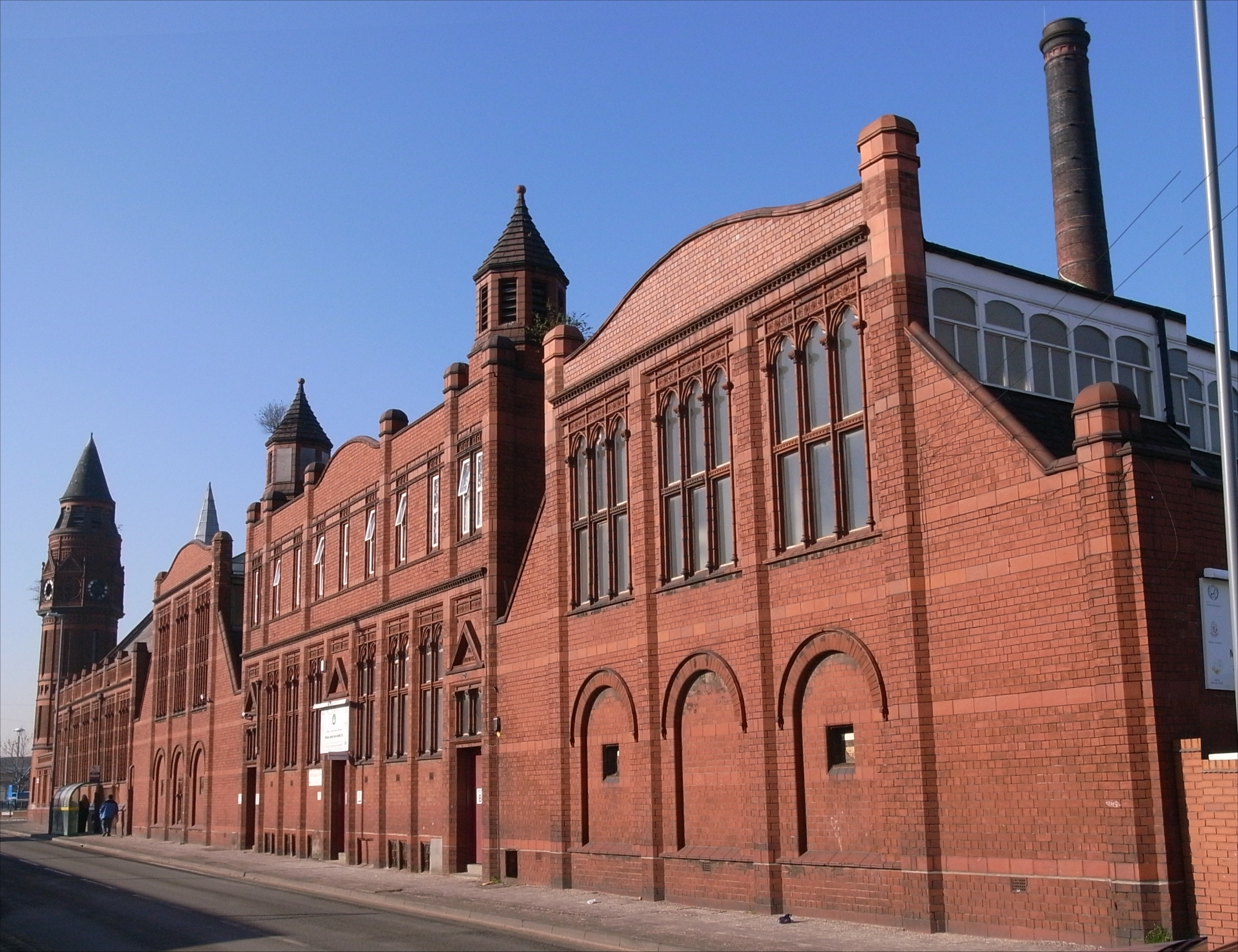
Die (ehemalige) Bädersektion.